# Nagoum Yamassoum
Nagoum Yamassoum (født 1956) var regeringschef i Tchad i perioden 13. december 1999-12. juni 2002.

## Eksternt link
- Africa Database